# Лоде
Лодѐ (на италиански и на сардински: Lodè) е село и община в Южна Италия, провинция Нуоро, автономен регион и остров Сардиния. Разположено е на 345 m надморска височина. Населението на общината е 1935 души (към 2010 г.).